# Теннис с молдаванами
«Теннис с молдаванами» (англ. Playing the Moldovans at Tennis) — британский автобиографический фильм-кинокомедия Тони Хоукса, снятый в 2010 году. Фильм снят по одноимённой книге Тони Хоукса «Играя с молдаванами в теннис».

## Сюжет
Писатель Тони Хоукс, который в детстве когда-то увлекался теннисом, смотрит в пабе футбольный матч между Англией и Молдавией. Он заключил пари со своим другом, что совершит путешествие в Кишинёв, сыграет в теннис с 11 футболистами сборной Молдавии и обыграет их всех. Это событие может не только прославить Тони, но и стать хорошим сюжетом для его очередной книги. Однако, если он потерпит поражение, ему придётся пробежаться голышом по Южному Лондону, исполняя гимн Молдавии…

## Факты о фильме
- Премьера фильма состоялась 18 мая 2012 года в кишинёвском кинотеатре «Гаудеамус» в рамках Фестиваля Европейского Кино[2]. В Великобритании первый показ фильма состоялся 22 июня 2012 года в Лондоне на Бейкер-Стрит, на премьере присутствовало порядка 80 человек[3].
- Книга, по которой был снят фильм, была написана в 1998 году.
- Съёмки состоялись в 2010 году, начавшись в мае — июне[4], и продлились 34 дня[5].
- В съёмках участвовали британские и молдавские киноактёры.
- Сцены фильма снимались в Великобритании (Англия и Северная Ирландия), а также в самой Молдавии — городах Кишинёв, Спея и Оргеев. Некоторые сцены снимались в Израиле.
- За счёт половины собранных от продаж книги средств Тони Хоукс открыл детский реабилитационный центр в Кишинёве «Гиппократес» (ныне более известный как «Центр Тони Хоукса»[6], о котором говорится в начале фильма[7].